# District de Jindong
Le district de Jindong (金东区 ; pinyin : Jīndōng Qū) est une subdivision administrative de la province du Zhejiang en Chine. Il est placé sous la juridiction de la ville-préfecture de Jinhua.